# 保科千代次
保科千代次（ほしな ちよじ、1906年（明治39年） - 1997年（平成9年））は、日本の文学者。歌人。作詞家。徳島県勝浦郡勝浦町出身。

## 経歴
短歌、「川のほとり」や「冬木立」などの作品を残し、徳島歌人の創立に参加、県歌人クラブや県ペンクラブ会長なども務めた。
また徳島中学校や城東中学校、千松小学校など、徳島県にある多くの学校の校歌も手掛けている。

## 作品
- 『伸びゆくまち 徳島少市民読本』徳島新聞社出版部、1951年5月。
- 保科千代次 編『合同歌集 緑地帯』徳島歌人社〈徳島歌人叢書 第8篇〉、1955年9月。
- 『歌集 川のほとり』徳島歌人新社〈徳島歌人叢書 第10篇〉、1965年4月。
- 『歌集 冬木立』徳島歌人新社〈徳島歌人叢書 第22篇〉、1983年12月。